# Goniodiscaster
Genre
Goniodiscaster est un genre d'étoiles de mer de la famille des Goniasteridae (mais classée jusqu'en 2018 parmi les Oreasteridae).

## Description et caractéristiques
Ce sont des étoiles trapues et pentagonales. Les bras sont courts, très arrondis à la pointe. La peau est fine et peu visible, contrairement aux plaques abactinales, convexes. Les plaques secondaires ont presque toutes la forme d'anneaux calcaires, associées à des pédicellaires alvéolaires. Les granules des aires papulaires sont indifférenciés de ceux des autres plaques.
L'espèce Styphlaster notabilis ressemble beaucoup à une Goniodiscaster, mais les granules de ses plaques papulaires diffèrent de ceux des plaques convexes. Les genres proches Anthenea et Gymnanthenea peuvent également être sources de confusion, mais les Goniodiscaster n'ont pas de gros pédicellaires bivalves sur la face inférieure.
Ce genre a longtemps été placé dans la famille des Oreasteridae (il ressemble beaucoup à Anthenea, par exemple), mais a été réattribué en 2018.

## Liste d'espèces
Selon World Register of Marine Species (1 octobre 2014) :
- Goniodiscaster acanthodes H.L. Clark, 1938 -- Nord de l'Australie
- Goniodiscaster aegis Mah, 2018 -- Somalie
- Goniodiscaster australiae Tortonese, 1937 -- Nord de l'Australie
- Goniodiscaster bicolor H.L. Clark, 1938 -- Nord de l'Australie
- Goniodiscaster foraminatus (Döderlein, 1916) -- Nord de l'Australie
- Goniodiscaster forficulatus (Perrier, 1875) -- de l'Australie aux Philippines et à la mer d'Andaman, peut-être jusqu'en Somalie.
- Goniodiscaster granuliferus (Gray, 1847) -- Nord de l'Australie et Papouasie
- Goniodiscaster insignis (Koehler, 1910)
- Goniodiscaster integer Livingstone, 1931 -- Nord-est de l'Australie
- Goniodiscaster pleyadella (Lamarck, 1816) -- Mer de corail et région indonésienne
- Goniodiscaster porosus (Koehler, 1910)
- Goniodiscaster rugosus (Perrier, 1875) -- Nord de l'Australie
- Goniodiscaster scaber (Moebius, 1859) -- Région indonésienne
- Goniodiscaster seriatus (Muller & Troschel, 1843) -- Sud-ouest de l'Australie
- Goniodiscaster vallei (Koehler, 1910) -- Golfe du Bengale

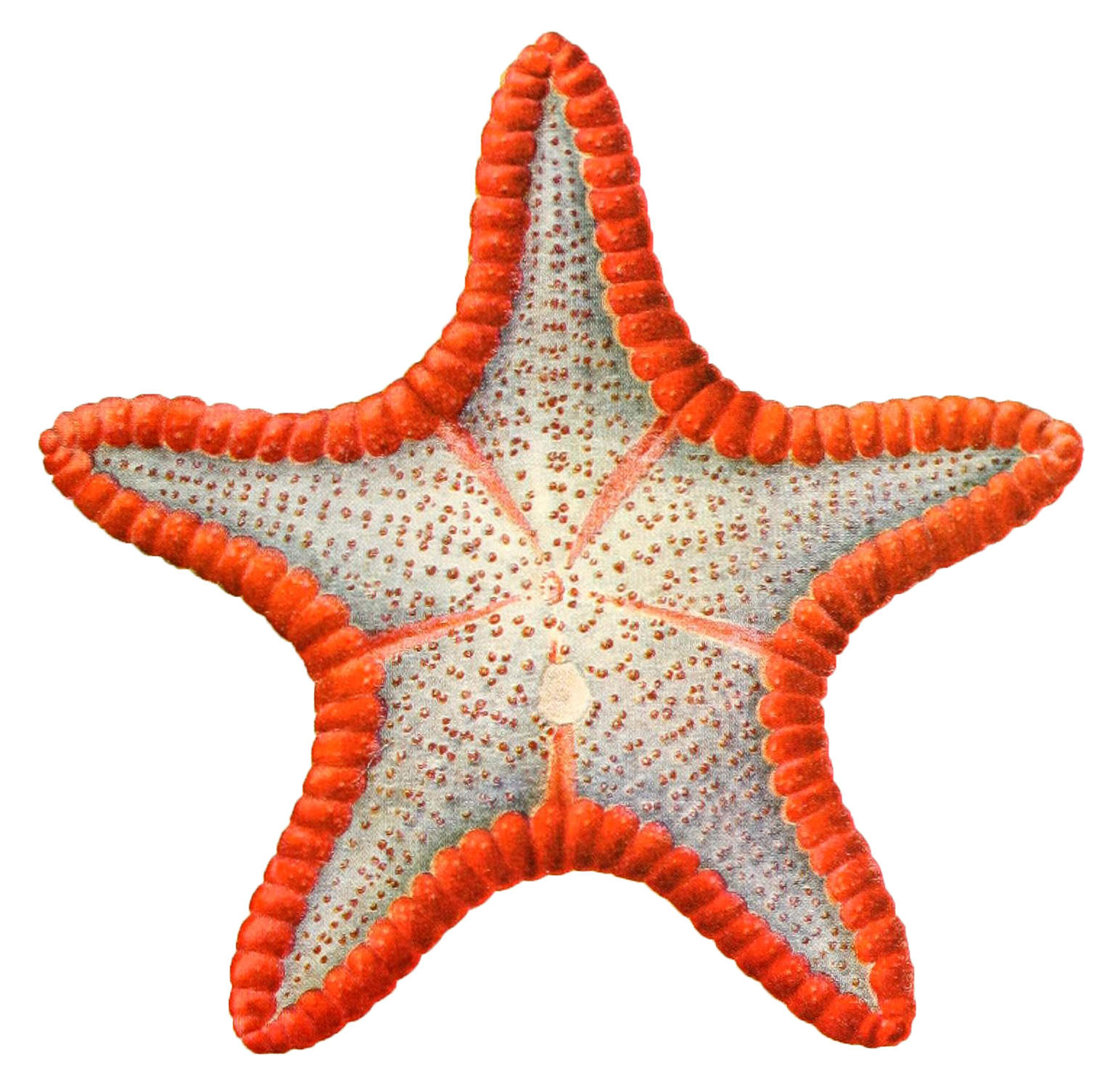
Goniodiscaster acanthodes
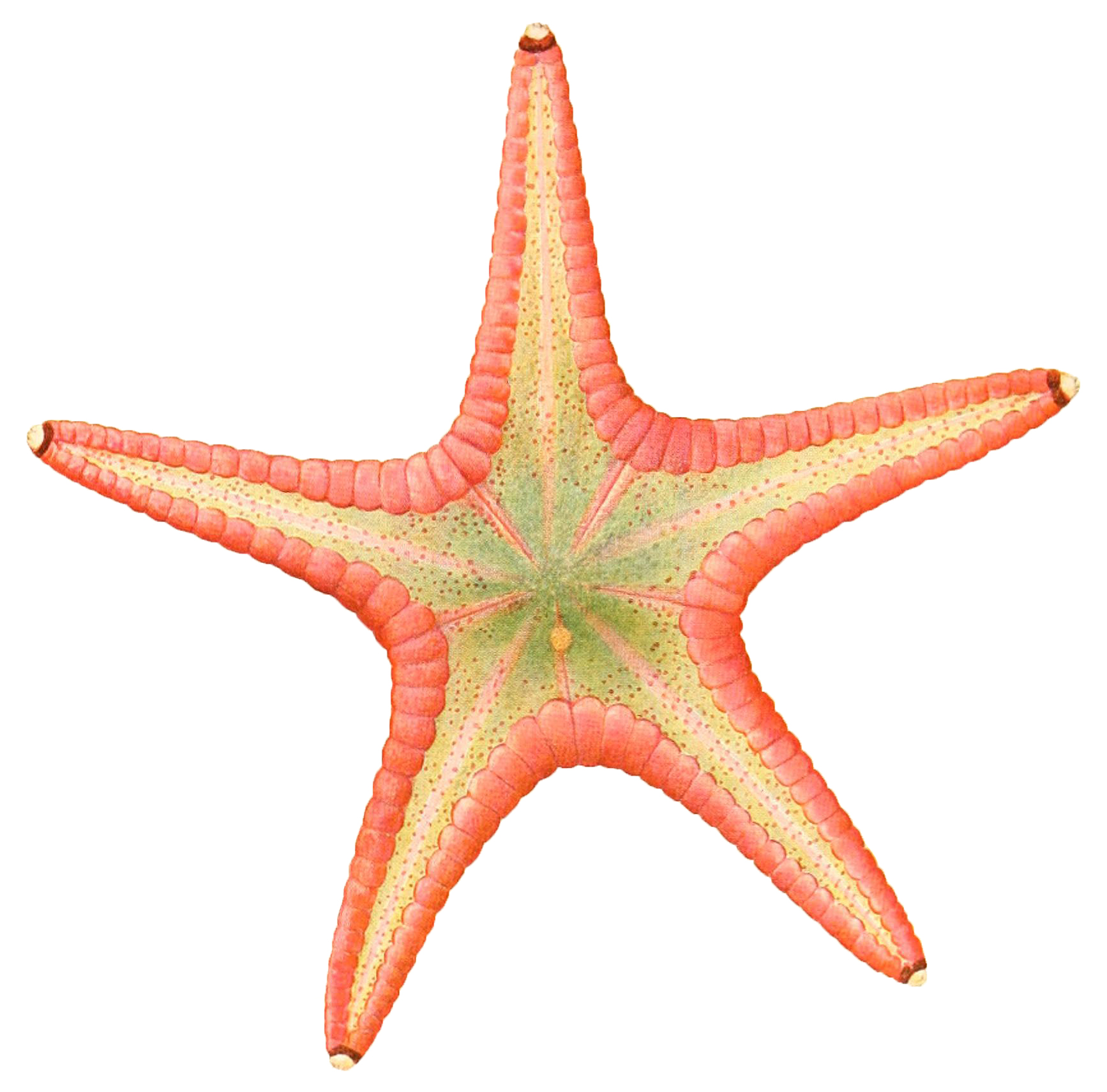
Goniodiscaster australiae
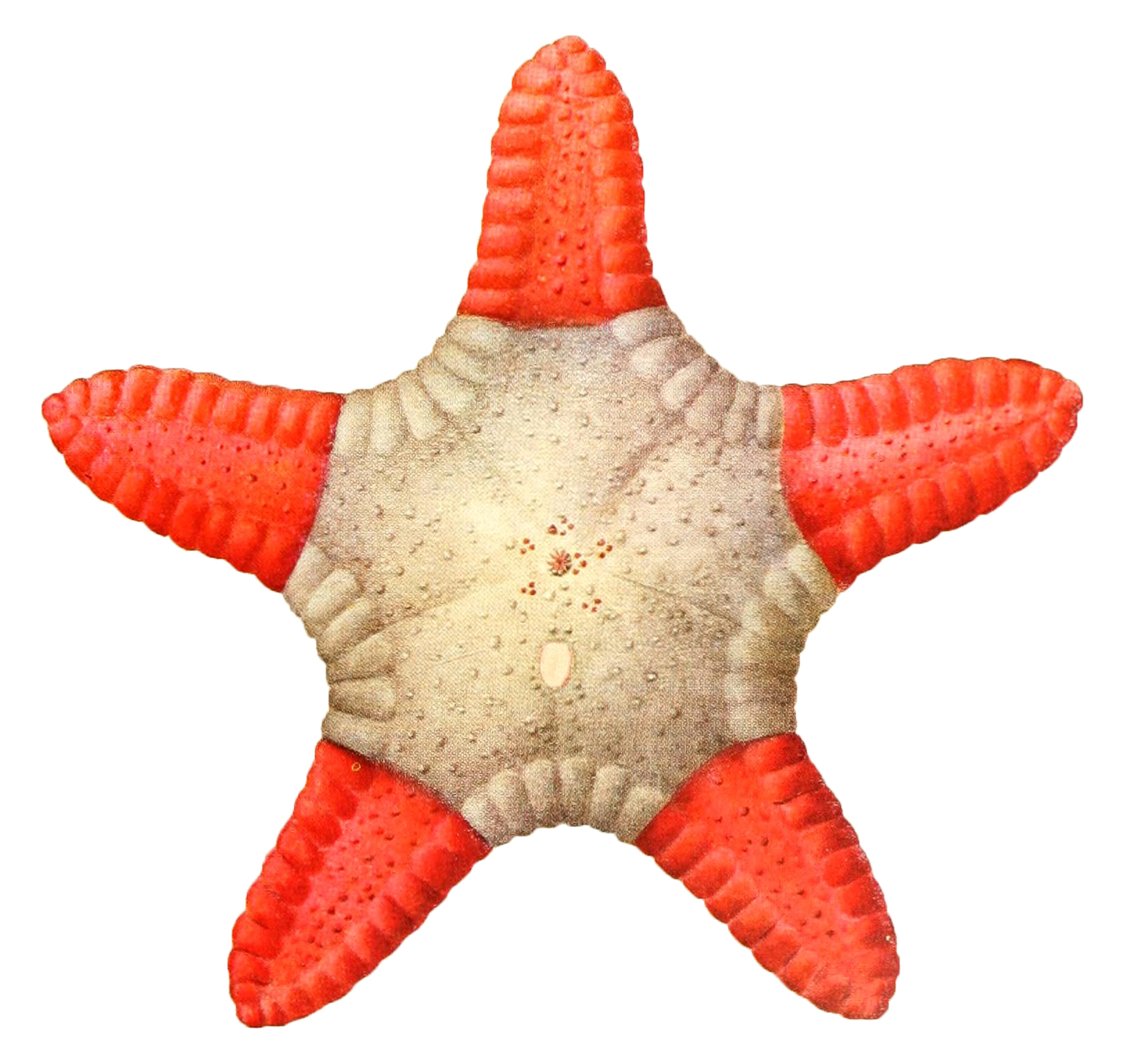
Goniodiscaster bicolor
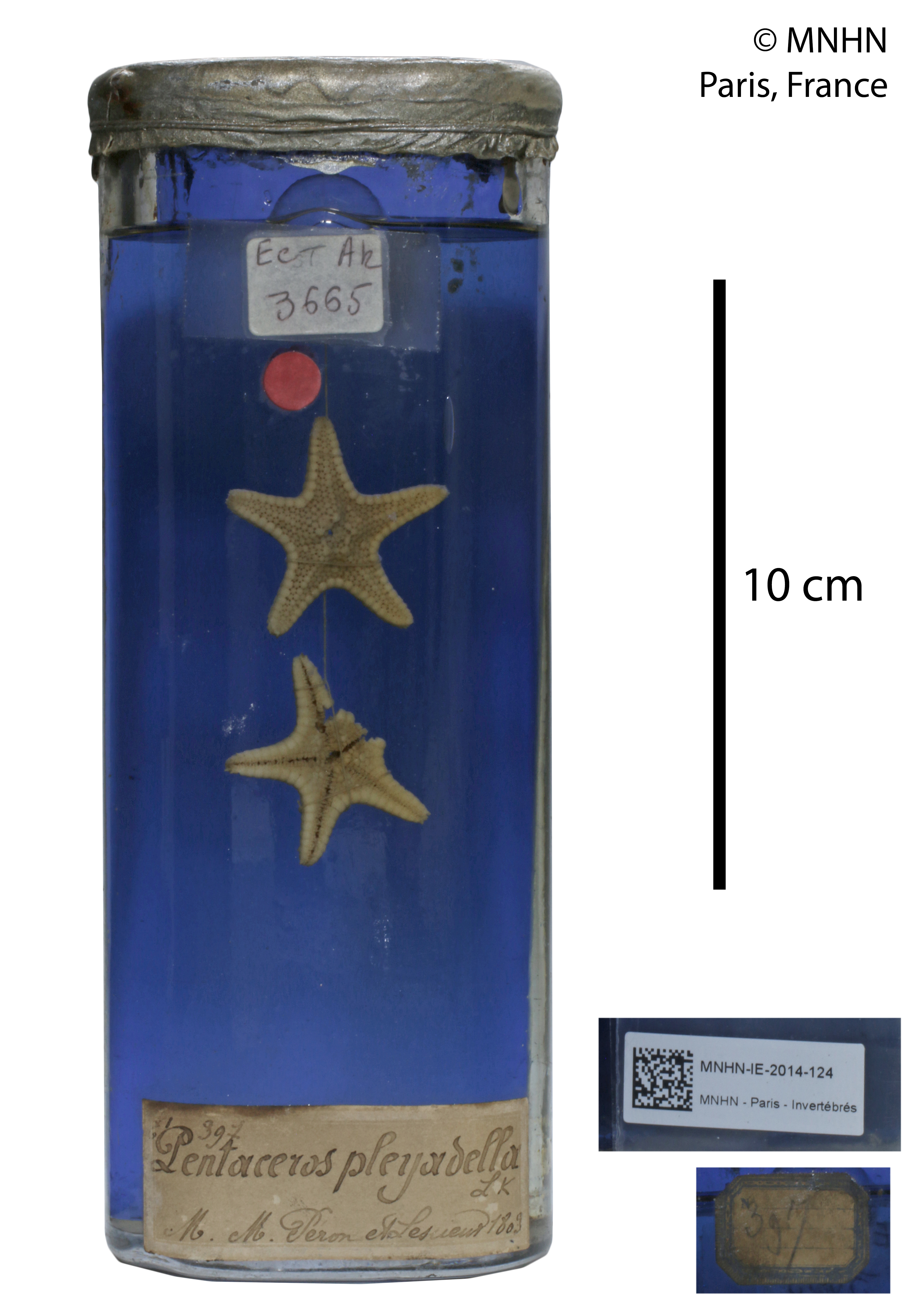
Goniodiscaster pleyadella
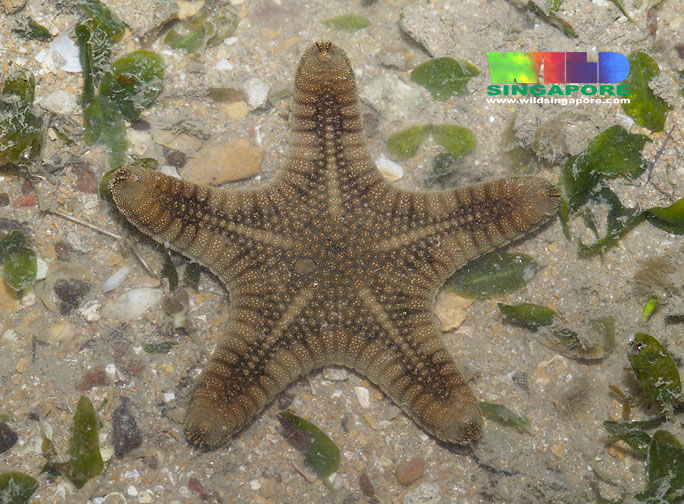
Goniodiscaster scaber
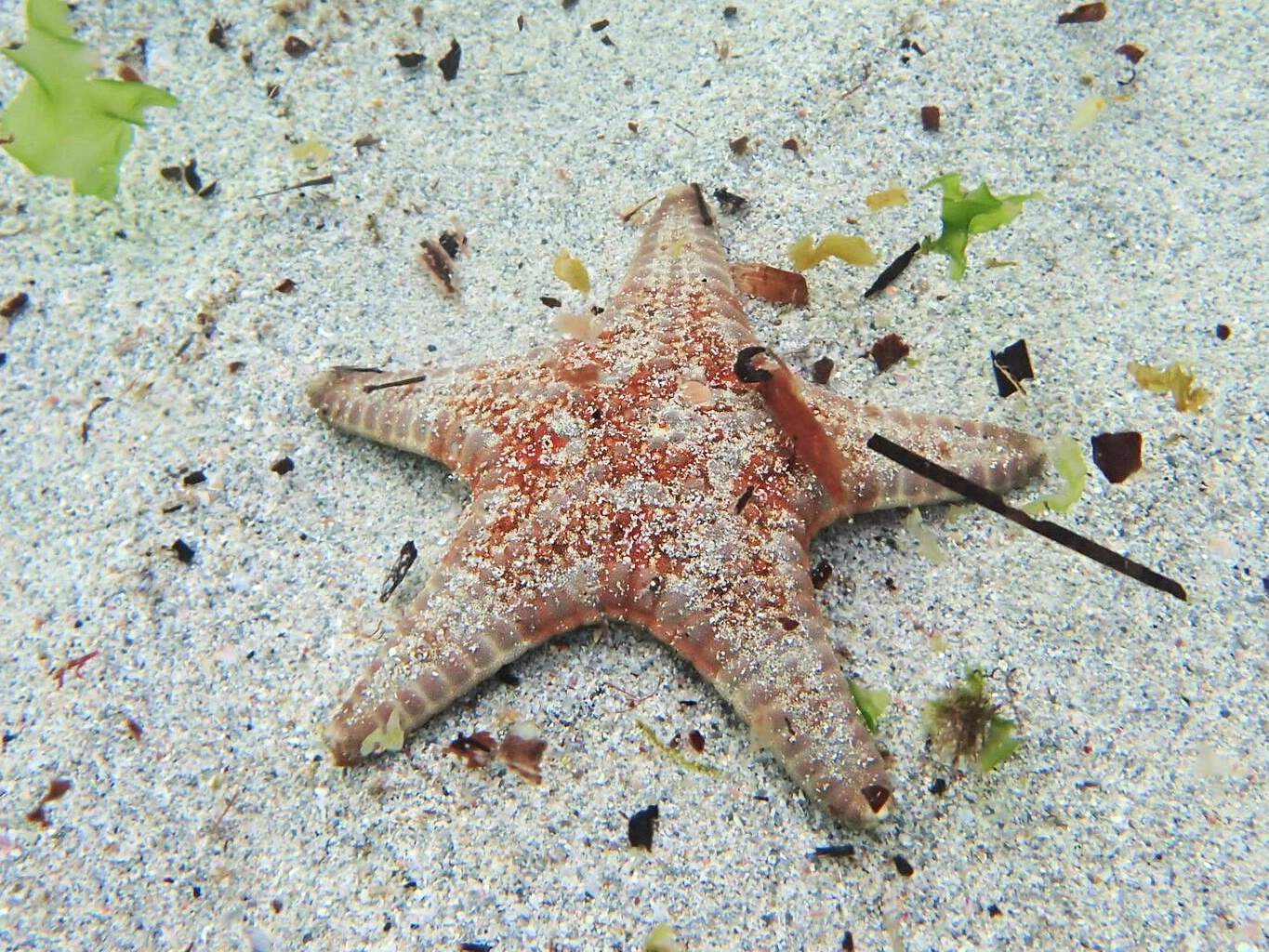
Goniodiscaster seriatus
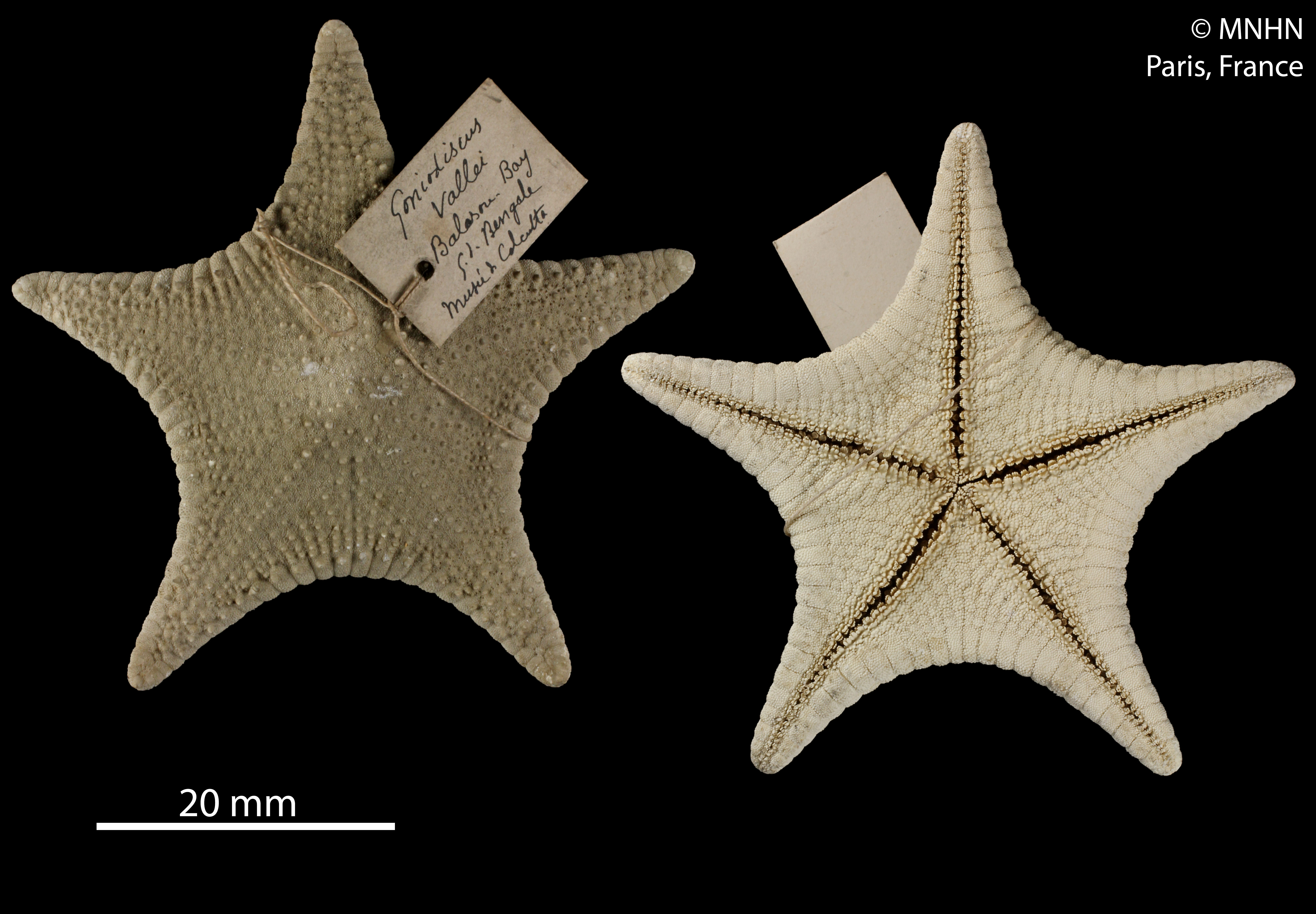
Goniodiscaster vallei (holotype, MNHN)